# Holger Hansson
Holger Hansson (né le 26 janvier 1927 à Göteborg où il est mort le 17 janvier 2014) est un footballeur suédois.
Il participe aux Jeux olympiques d'été de 1952 et remporte la médaille de bronze du tournoi de football avec l'équipe de Suède. Durant sa carrière de footballeur, il joue notamment en faveur de l'équipe d'IFK Göteborg. Après sa carrière, il devient entraîneur.

## Palmarès

### Jeux olympiques
- Jeux olympiques de 1952 à Helsinki,  Finlande
  -  Médaille de bronze